# Salón del Automóvil de París 2006

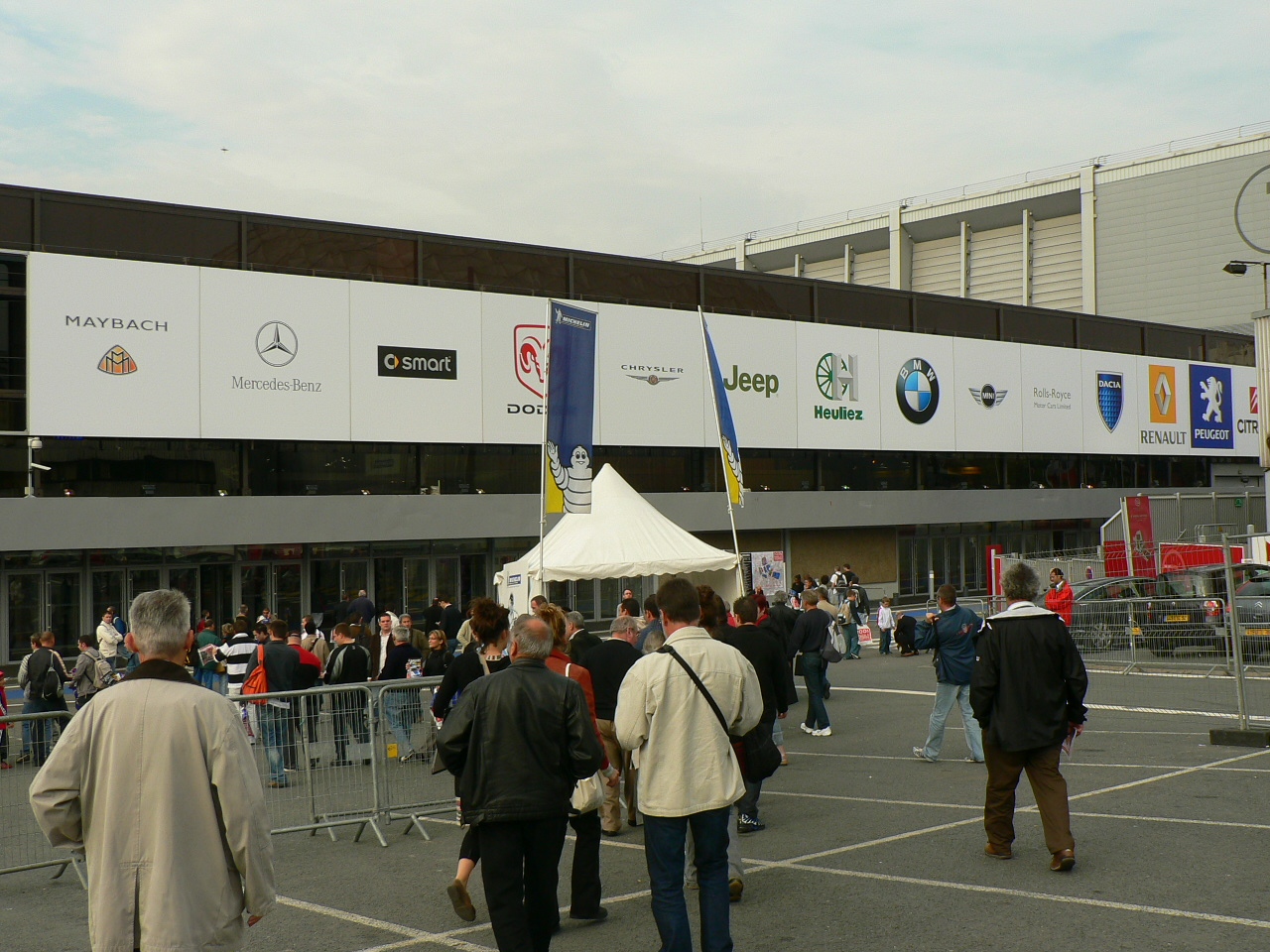
Entrada al recinto

El Salón del Automóvil de París 2006 tuvo lugar del 30 de septiembre al 15 de octubre de 2006, en París, Francia.

## Introducción

### Modelos en producción
- Alfa Romeo 8C Competizione
- Audi A3 1.8 TFSI
- Audi A4 2.8 FSI
- Audi R8
- Bentley Arnage
- Chrysler Sebring
- Citroën C4 Picasso
- Citroën C4 WRC
- Citroën C-Métisse (diésel-híbrido)
- Dacia Logan
- Dacia Logan MCV
- Daihatsu Materia
- Dodge Avenger
- Dodge Nitro
- Fiat Panda Sport
- Ford Iosis X
- Ford Mondeo
- Great Wall Hover
- Honda Civic Type-R
- Honda CR-V
- Honda FR-V
- Hyundai Grandeur 2.2 CRDi
- Hyundai Coupé
- Kia Cee'd (5 puertas hatchback y station wagon)
- Kia Opirus
- Lamborghini Gallardo Nera (edición especial)
- Lancia Delta HPE concept
- Lancia Ypsilon
- Land Rover Defender
- Land Rover Freelander
- Landwind Fashion
- Lexus LS600h
- Maserati GranSport
- Mazda CX-7
- Mercedes-Benz Clase CL 63 AMG
- Mercedes-Benz SLR McLaren 722 Edition
- MINI Cooper y Cooper S
- Mitsubishi Outlander
- Mitsubishi Pajero
- Nissan Qashqai
- Opel Antara
- Opel Corsa
- Peugeot 207 Epure
- Peugeot 908 HDi FAP Le Mans
- SEAT Altea XL
- Škoda Octavia Scout
- Smart Fortwo Edition Red (edición especial)
- SsangYong Actyon
- Subaru B9 Tribeca
- Subaru Impreza 1.5 R
- Subaru Legacy/Outback
- Suzuki Splash
- Suzuki Swift Sport
- Toyota Auris Space
- Toyota Yaris TS
- Volkswagen CrossGolf
- Volkswagen Touareg
- Volkswagen Touran
- Volvo C30

### Prototipos
- Chevrolet WTCC Ultra
- Daihatsu D-Compact X-Over
- Hyundai Arnejs
- Kia pro_cee'd (3 puertas hatchback)
- Peugeot 908 RC
- Renault Koléos
- Renault Nepta
- Renault Twingo
- Škoda Joyster
- Volkswagen Iroc